# Фокина, Анна Фёдоровна
Анна Фёдоровна Фо́кина (30 ноября 1916, Москва — 28 сентября 1994) — советский архитектор, соавтор проектов нескольких станций Московского метрополитена. Также советская волейболистка, мастер спорта (1954).

## Биография
Родилась в Москве 30 ноября 1916 года. В 1941 году окончила Московский архитектурный институт. Член КПСС с 1948 года. Член Союза архитекторов СССР с 1951 года.
Во время учёбы выступала за 1-ю женскую баскетбольную команду МАРХИ под руководством тренеров В. В. Горохова и Г. К. Румянцева. Вместе с Анной Фокиной в баскетбольной команде играли Зинаида Зубарева, Калерия Кислова, Вевея Бруханская, Галина Сергеева. Поболеть за команду неоднократно приходил академик И. В. Жолтовский.

### Спортивная карьера
Играла в ЦДКА (Москва) в 1936—38 гг., с 1939 по 1944 гг. — в московский «Локомотив». Чемпионка СССР (1936, 1939), второй призёр чемпионатов СССР (1938, 1940).
Получила звание мастера спорта в 1954 году.

### Карьера архитектора
Под руководством В. Д. Кокорина и А. Ю. Заболотной как соавтор вместе с О. А. Великорецким участвовала в проектировании станции «Комсомольская» Кольцевой линии, которая открылась в 1952 году.

#### Проекты станций метро
| Название станции             | Линия | Год запуска | Соавторы                    |
| ---------------------------- | ----- | ----------- | --------------------------- |
| Академическая                | @6    | 1962        | Ю. Колесникова, И. Петухова |
| Войковская                   | @2    | 1964        | И. Петухова                 |
| Чистые пруды (реконструкция) | @1    | 1972        | Л. Попов, Л. Шухарева       |
| Полежаевская                 | @7    | 1972        | Л. Попов                    |
| Сходненская                  | @7    | 1975        | Л. Попов                    |